# أغنالدو نونيز
أغنالدو نونيز (مواليد 7 مارس 1976) هو ملاكم برازيلي، مثّل بلاده في الألعاب الأولمبية الصيفية في دورتي 1996 و2000.

## روابط خارجية
أغنالدو نونيز على موقع بوكس ريك (الإنجليزية) (registration required)
- أغنالدو نونيز على موقع أوليمبيديا (الإنجليزية)